# Biserica de rit vechi ortodox rus din Cahul
Biserica de rit vechi ortodox rus este o biserică amplasată în Cahul, Republica Moldova. Este un monument arhitectural de importanță națională inclus în Registrul monumentelor Republicii Moldova ocrotite de stat cu nr. 23 (raionul Cahul).